# Región vitícola de Atacama

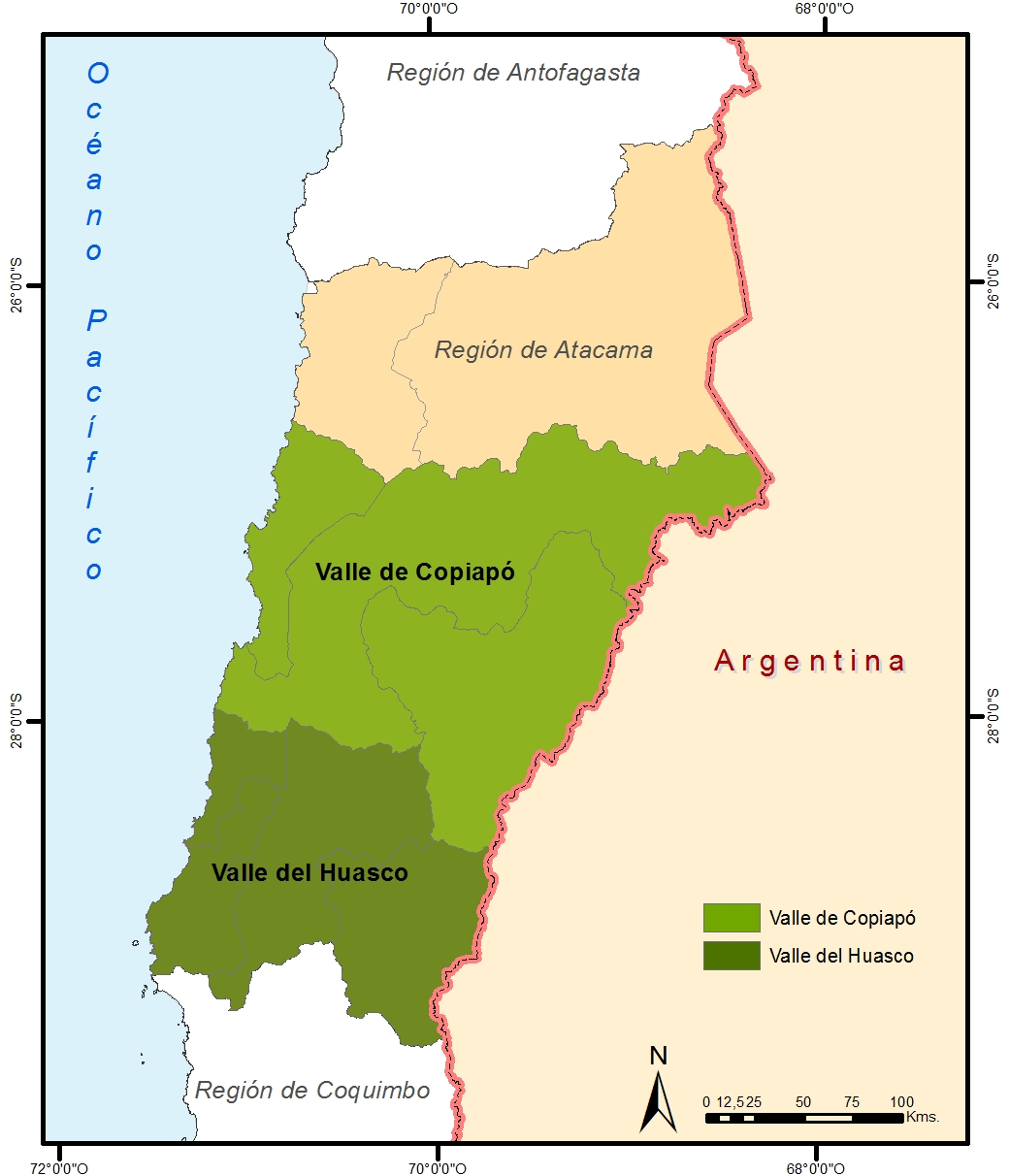
Región Vitícola de Atacama, Chile

Atacama es una de las seis regiones vitícolas de Chile oficialmente identificadas como tales según lo dispuesto por el Decreto de Agricultura n.º 464 de 14 de diciembre de 1994, que establece la zonificación vitícola del país y fija las normas para su utilización como denominaciones de origen. Los vinos chilenos con esta denominación de origen deben ser elaborados al menos con un 75% de uvas procedentes de la región.
Es conocida principalmente por la producción de Pisco y uvas de mesa y se trata de la región vitícola chilena más septentrional, por lo que dispone de escasos recursos hídricos. Sin embargo, su situación geográfica también reporta beneficios, ya que al ser las primeras cosechas recolectadas alcanzan mayores precios en el mercado. 

## Subregiones
La región vitícola de Atacama está situada en la región administrativa de Atacama y comprende dos subregiones vitícolas: el Valle de Copiapó y el Valle del Huasco, cuyos límites se extienden a las provincias administrativas de Copiapó y de Huasco, respectivamente. 

## Viticultura
De acuerdo al Catastro Frutícola Nacional 2015 y al Catastro Vitícola Nacional del año 2014, la Región de Atacama cuenta con 8.298,39 ha de viñedos. Aquellos destinados a la producción de uva de mesa ocupan una extensión de 7.746,1 ha, significa que aproximadamente el 94% de la superficie de viñas en la región están destinadas a la producción de fruta de exportación, mientras que 552,29 ha declaradas, es decir, solo el 6%, están destinados a la producción de vinos, mostos y piscos.

### Pisqueras
En Atacama, hay 434,87 ha que están destinadas a la producción de pisco chileno, esto representa el 79% de la superficie total vitícola.
Las variedades de uva cultivada en Atacama para la producción pisquera son solo 7 de acuerdo al Catastro Vitícola Nacional: Albilla, Moscatel de Alejandría, Moscatel de Austria, Mocatel rosada (o pastilla), Misión (o país), Torontel y Pedro Jiménez siendo esta última que posee la mayor superficie cultivada con 215,35 ha.

### Viníferas blancas
Por su parte, las variedades de uva viníferas blancas cuentan con una superficie cultivada de 104,33 ha, 19% de la superficie vitícola.
Las variedades blancas que actualmente se cultivan en Atacama son 7:  Chardonnay, Moscatel de Austria, Moscatel de Alejandría, Moscatel rosada (o pastilla), Sauvignon blanc, Viognier y Pedro Jiménez, esta última posee la mayor superficie cultivada con 61,70 ha.

### Viníferas tintas
Finalmente, los cultivos de variedades viníferas tintas poseen solo una superficie de 13,09 ha, es decir, el 2% de la superficie vitícola en toda la región. 
Las variedades tintas son 14 variedades distintas: Alicante Bouschet, Cabernet Franc, Cabernet Sauvignon, Carménère, Malbec, Lacrimae Christi, Merlot, Monastrell, Nebbiolo, Misión (o país), Sangiovese, Syrah, Tintoreras y Pinot Noir, esta última con 2,35 ha de cultivo.

## Vinicultura

### Variedades viníferas
En la Región de Atacama se declaró para el año 2015 una producción de 11.601 litros de producción vinífera. La que corresponde a un 0.1% de la producción nacional.
La mayor parte de la producción corresponde a vinos blancos con 5.600 litros, le sigue la chicha con 3.700 litros y finalmente los vinos tintos con 2.301 litros. No se declaró producción de mostos en esta Región.

### Variedades de mesa
La región de Atacama no declaró no tener producción de vinos sobre la base de uva de mesa en 2015.

### Variedades pisqueras
La región de Atacama registra una producción de 3.005.408 litros de mostos para la producción de pisco chileno el año 2015. No se declaró producción de vino para la producción de pisco.